# Lijst van burgemeesters van Helchteren
Dit is een chronologische lijst van burgemeesters van de Belgische voormalige gemeente Helchteren tot die gemeente op 1 januari 1977 fuseerde en opging in de gemeente Houthalen-Helchteren.
| periode     | naam burgemeester             | opmerking                                         |
| ----------- | ----------------------------- | ------------------------------------------------- |
| 1830 - 1836 | L.J. Hulsmans                 |                                                   |
| 1836 - 1842 | Hubert Sannen                 |                                                   |
| 1843 - 1852 | Joseph Jan Van Roey           |                                                   |
| 1852 - 1889 | Jan Joseph Van Roey           | was van 1846 tot 1888 eveneens gemeentesecretaris |
| 1889 - 1903 | Louis Lemmens                 |                                                   |
| 1903 - 1921 | L. Eerdekens                  |                                                   |
| 1921 - 1926 | Cornelius Gijbels             |                                                   |
| 1927 - 1932 | Eugène Gijbels                | neef van Cornelius Gijbels                        |
| 1933 - 1935 | Theophiel Claes               |                                                   |
| 1935 - 1946 | L. Kenens                     |                                                   |
| 1947 - 1950 | Alfons Leroy                  |                                                   |
| 1950 - 1952 | Michel Donné                  |                                                   |
| 1953 - 1970 | Henri Breugelmans (1892-1978) | onderwijzer, schoolhoofd                          |
| 1971 - 1976 | Armand Witters (1921-2012)    | na de fusie benoemd tot ereburgemeester           |